# Аллели
Алле́ли (от греч. ἀλλήλων — друг друга, взаимно; сокр. от аллеломорфы) — различные формы одного и того же гена, расположенные в одинаковых участках (локусах) гомологичных хромосом, определяют направление развития конкретного признака. В диплоидном организме может быть два одинаковых аллеля одного гена, в этом случае организм называется гомозиготным, или два разных, что приводит к гетерозиготному организму.
Нормальные диплоидные соматические клетки содержат два аллеля одного гена (по числу гомологичных хромосом), а гаплоидные гаметы — лишь по одному аллелю каждого гена. Для признаков, подчиняющихся законам Менделя, можно рассматривать доминантные и рецессивные аллели. Если генотип особи содержит два разных аллеля (особь — гетерозигота), проявление признака зависит только от одного из них — доминантного. Рецессивный же аллель влияет на фенотип, только если находится в обеих хромосомах (особь — гомозигота). Таким образом, доминантный аллель подавляет рецессивный.  В более сложных случаях наблюдаются другие типы аллельных взаимодействий (см. ниже).
Однако, несмотря на разнообразие взаимодействия аллелей, порой весьма сложных, все они подчиняются первому закону Менделя — закону единообразия гибридов первого поколения.

## Этимология
Обычно считают, что слово «аллель» впервые было предложено Вильгельмом Иогансеном в 1909 году в монографии «Elementen der exakten Erblichkeitslehre», однако на самом деле в этом издании употреблялся термин «аллеломорф». Термин аллель Иогансен впервые использовал на английском в статье в журнале «Hereditas» в 1923 году, а на немецком в 1926 году — в третьем издании своей монографии. Слово происходит от др.-греч. ἀλλήλων, что означает «друг друга». На русском языке одним из первых слово «аллель» использовал Константин Андреевич Фляксбергер в 1935 году в переводе книги Грегора Менделя. Большинство слов русского языка заимствованных из немецкого языка, оканчивающиеся на ударное «-el», относятся к женскому роду. Однако анализ употребления этого слова в современной научной литературе показывает на устойчивую тенденцию употребления этого слова в мужском роде.

## Обозначение аллелей
Обычно в качестве обозначения аллеля применяют сокращение названия соответствующего гена до одной или нескольких букв. В случае наличия только 2 аллелей, чтобы отличить доминантный аллель от рецессивного, первую букву в обозначении доминантного пишут заглавной.
Если же имеет место множественный аллелизм, то используется следующая система обозначения аллелей, например, в случае нижеописанной мутации ade у дрожжей. Ответственный за неё ген обозначают заглавными латинскими буквами: ADE 2. Множественные аллели этого гена записывают так: ade 2—1, ade 2—2 и т. д. Сам же признак, как это принято в генетике микроорганизмов, обозначают ADE.
При этом само слово «аллель» употребляется в русском языке как в женском, так и в мужском роде.

## Типы аллельных взаимодействий
Вскоре после переоткрытия законов Менделя было установлено, что взаимодействие генов не исчерпывается одним лишь полным доминированием доминантного аллеля над рецессивным. В действительности между аллелями одного гена и различными генами в генотипе существуют сложные и разнообразные взаимодействия, играющие немаловажную роль в реализации информации, заключённой в каждом отдельном гене.

### Доминантность
Доминирование (доминантность) заключается в том, что один из аллелей пары (доминантный) маскирует или полностью подавляет проявление второго аллеля (рецессивного). При этом степень подавления рецессивного признака обусловливает различные варианты доминирования:
1. Полное доминирование — взаимодействие двух аллелей одного гена, когда доминантный аллель полностью исключает проявление действия второго аллеля. В фенотипе присутствует только признак, задаваемый доминантным аллелем. Например, в экспериментах Менделя пурпурная окраска цветка полностью доминировала над белой[4].
2. Неполное доминирование — доминантный аллель в гетерозиготном состоянии не полностью подавляет действие рецессивного аллеля. Гетерозиготы имеют промежуточный характер признака. Например, если в гомозиготном состоянии один аллель определяет красную окраску цветка, а другой — белую, то гетерозиготный гибрид будет иметь розовые цветки[10]. В некоторых источниках неполное доминирование характеризуют как такой тип взаимодействия аллелей, когда признак у гибридов F1 занимает не среднее положение, а отклоняется в сторону родителя с доминирующим признаком. Полностью же средний вариант (как, например, приведённый выше пример наследования окраски цветков) относят к промежуточному характеру наследования, то есть отсутствию доминирования[8].
3. Сверхдоминирование — более сильное проявление признака у гетерозиготной особи, чем у любой гомозиготной. На этом типе аллельного взаимодействия основано явление гетерозиса (превосходство над родителями по жизнеспособности, энергии роста, плодовитости, продуктивности)[8].
4. Кодоминирование — проявление у гибридов нового варианта признака, обусловленного взаимодействием двух разных аллелей одного гена. При этом, в отличие от неполного доминирования, оба аллеля проявляются в полной мере. Наиболее известным примером является наследование групп крови у человека[4]. Некоторые источники также понимают именно под кодоминированием отсутствие доминантно-рецессивных отношений[4].
5. Доминирование, связанное с полом, происходит тогда, когда один и тот же аллель у самцов проявляется как доминантный, а у самок — как рецессивный. Например, у овцематок доминирует комолость (R), а у баранов — рогатость (R1)[8].

### Другие типы аллельных взаимодействий

#### Межаллельная комплементация
Межаллельная комплементация — довольно редкое взаимодействие аллелей. Она имеет место в том случае, когда возможно формирование нормального признака D у организма, гетерозиготного по двум мутантным аллелям D1D2.
Установлено, что все гены, аллели которых взаимодействуют таким образом, контролируют структуру ферментов, построенных из одинаковых белковых субъединиц. Если же мутантные аллели отличаются тем, что кодируют полипептиды различных доменов, то при их объединении в гетерозиготе (компаунде) в молекуле фермента соберутся все необходимые функциональные центры (так как мутантные аллели ответственны за дефектность лишь некоторых из них), то ферментативная активность, а значит, и нормальный фенотип будут восстановлены.
Примером данного типа взаимодействия аллелей является проявление мутации ade у дрожжей, заключающейся в отсутствии активности фермента фосфорибозиламиноимидазолкарбоксилазы. При этом мутанты имеют красный цвет, обусловленный тем, что из-за отсутствия этого фермента они вынуждены поглощать экзогенный аденин и субстрат вместе с ним, а последний, накапливаясь в клетках, придаёт им красную окраску. У нормальных форм сохраняется белый цвет.

#### Аллельное исключение
Аллельное исключение происходит при инактивации одной из Х-хромосом у особей гомогаметного пола, приводящего в соответствие дозы Х-генов у всех представителей пола (к примеру, у женщин в каждой клетке экспрессируется лишь одна Х-хромосома, другая же переходит в неактивный гетерохроматин (т. н. тельце Барра). Таким образом, женский организм у человека является мозаичным, так как в разных клетках могут экспрессироваться разные хромосомы). При этом проявляются только аллели, находящиеся в активной Х-хромосоме, те же аллели, которые находятся в инактивированной, как бы исключаются и не проявляются в фенотипе. При этом в каждой клетке экспрессируется или один, или другой аллель, в зависимости от того, какая Х-хромосома была инактивирована.
Схожая картина наблюдается в В-лимфоцитах, синтезирующих антитела к определённым антигенам. Поскольку эти иммуноглобулины моноспецифичны, каждый лимфоцит должен выбрать между экспрессией отцовского или материнского аллеля.

## Множественный аллелизм
Множественным аллелизмом называют явление существование в популяции более двух аллелей данного гена. Одним из наиболее известных проявлений множественного аллелизма является уже упоминавшееся наследование групп крови у человека: у человека имеется ген I, попарные комбинации трёх различных аллелей которого — IA, IB, i — приводят к развитию той или иной группы крови у человека. Взаимодействие множественных аллелей может быть различным. Так, в вышеописанном примере аллели IA и IB доминируют над аллелью i, а при одновременном наличии в генотипе аллелей IA и IB они взаимодействуют друг с другом по типу кодоминирования.
Множественный аллелизм широко распространён в природе. Так, по этому механизму определяется тип совместимости при опылении у высших растений, типы спаривания у грибов, окраска шерсти у животных, цвет глаз у дрозофилы, форма рисунка на листьях белого клевера. Кроме того, у растений, животных и микроорганизмов имеются аллозимы — белковые молекулы, различия между которыми определяются аллелями одного гена.

## Летальные аллели
Летальными называются аллели, носители которых погибают из-за нарушений развития или заболеваний, связанных с работой данного гена. Эти аллели возникают тогда, когда нормальная работа гена нарушается из-за мутации, произошедшей в некотором его аллеле. Летальное действие таких аллелей может проявляться как в эмбриональном, так и постэмбриональном периоде жизни организма. Примером летального аллеля, из-за которой организм погибает на стадии эмбриона, является летальный аллель Y-гена, участвующего в определении окраски шерсти у мышей (см. рисунок). В качестве летального аллеля, чьё действие проявляется во взрослом возрасте, может быть рассмотрен доминантный аллель, ответственный за развитие хореи Гентингтона у человека.

## Частоты аллелей и генотипов
В популяции бесконечно большого размера, в которой не действует естественный отбор, не идёт мутационный процесс, отсутствует обмен особями с другими популяциями, не происходит дрейф генов, все скрещивания случайны — частоты генотипов по какому-либо гену (в случае, если в популяции есть два аллеля этого гена) будут поддерживаться постоянными из поколения в поколение и соответствовать уравнению
{\displaystyle p^{2}+2pq+q^{2}=1,}
где {\displaystyle p^{2}} — доля гомозигот по одному из аллелей, {\displaystyle p} — частота этого аллеля, {\displaystyle q^{2}} — доля гомозигот по альтернативному аллелю, {\displaystyle q} — частота соответствующего аллеля, {\displaystyle 2pq} — доля гетерозигот.